# شکنج مغز

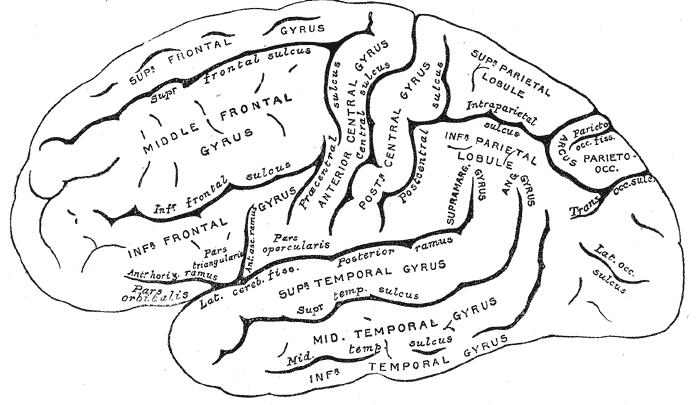
تصویر نمای جانبی نیمکره چپ مغز را نشان می‌دهد که در آن، ساختارهای شکنج (gyrus) و شیار (sulcus) قشر مغزی به وضوح قابل مشاهده هستند؛ این ساختارها به افزایش سطح قشر مغز و در نتیجه بهبود کارایی شناختی و پردازش اطلاعات کمک می‌کنند، زیرا نواحی مختلف مغز را برای عملکردهای خاص متمایز می‌سازند.

چین‌هایی که در سطح مغز رشد می‌کنند و توسط شیارهایی از یکدیگر جدا می‌شوند شِکَنْج (Gyrus) نام دارند.مغز انسان دارای شکنج های زیادی است که برخی از آنها نام مخصوص دارند. مثل شکنج زاویه ای.شکنج زاویه ای در کار تطبیق شکل دیداری کلمه با شکل شنیداری آن است. 
در جریان تکامل جنینی و با افزایش حجم مغز، ماده خاکستری که در قسمت سطحی مخ قرار دارد خیلی بیشتر از ماده سفید گسترش می‌یابد و در نتیجه سطح آن چین‌خوردگی پیدا می‌کند.
شکنج‌های مغز ناشی از این روند هستند و در میان شکنج‌ها که برجسته‌اند شیارهایی وجود دارد.